# 「ジョージア魂」賞
「ジョージア魂」賞（ジョージアだましいしょう）は、2010年から2014年まで存在した日本コカ・コーラが協賛するプロ野球の賞である。

## 概要
2010年より日本野球機構のオフィシャルパートナー（協賛社）として日本コカ・コーラが就任するに当たり、同社が展開する缶コーヒーブランド「ジョージア」の冠を頂き、「全てはチームの勝利のために。そんな選手にささげる勲章」という考えから、プロ野球ファンと野球関係者（元選手、スポーツマスコミ関係者ら）が審査に参加する準公式表彰としてこの賞を制定した。

## 選考方法
選考基準として「試合の流れを変えたファインプレー」、「チームに活を入れたガッツのあるスライディング」、「ここ一番で見事得点圏にランナーを進めた送りバント」などと言ったように、チームの勝利に貢献したプレーを野球関係者による選考委員が2週間を一つのくくりとして両リーグから3項目（計6項目）をノミネートする。
そのノミネートプレーから、ファンが専用サイト「ジョージアベースボールパーク」で厳正に審査・投票（各期間1人1回）してもらい、最多得票を得たプレーをした選手に対して賞金30万円とトロフィー、副賞としてジョージア缶コーヒー製品1年分（12ケース）を贈呈する。またファン投票参加者にも抽選で粗品がプレゼントされる。
更に、シーズン終了後、これら期間賞に選ばれたプレーの中から年間大賞（グランドチャンピオン）の投票を行い、そこでの集計結果や選考員の審議を踏まえて、年間大賞を贈る。
『すぽると!』（フジテレビ系列）毎週日曜日放送分にてコラボレーション企画が展開される。ナビゲーターは当賞選考員でもある高木豊と、2010年度のみ浅田舞。2011年度は片岡安祐美、徳井義実（チュートリアル）。2012年度と2013年度は日曜日の同番組キャスター（田中大貴・本田朋子ら）が担当したが、2014年度はそのコーナーを実施しなかった。

## 選考員
| 2010年 | 山田久志 | 伊東勤   | 高木豊   | 桑田真澄 | 二宮清純 | 柳本元晴 |
| 2011年 | 山田久志 | 伊東勤   | 高木豊   | 桑田真澄 | 二宮清純 | 小林光男 |
| 2012年 | 山田久志 | 衣笠祥雄 | 梨田昌孝 | 工藤公康 | 二宮清純 | 小林光男 |

## 年間大賞受賞者
2010年
城島健司（阪神タイガース　3月27日対横浜戦　開幕第2戦のサヨナラ本塁打）
2011年
田中将大（東北楽天ゴールデンイーグルス　9月10日対日本ハム戦　斎藤佑樹との投げ合いを制す）
2012年
坂本勇人（読売ジャイアンツ　7月7日対阪神戦　この日3安打に加え、8回表の好守で勝利に貢献）
2013年
田中将大（東北楽天ゴールデンイーグルス　8月16日対西武戦　日本プロ野球新記録の21連勝を達成）
2014年
大谷翔平（北海道日本ハムファイターズ 4月20日対楽天戦　150キロ超えの直球でピンチを脱出）

## 選考委員特別賞受賞者
2010年
天谷宗一郎（広島東洋カープ　8月22日対横浜戦　先日の同僚・赤松真人に続くスーパーキャッチ）
2011年
嶋基宏（東北楽天ゴールデンイーグルス　4月12日対ロッテ戦　被災地を勇気づける勝ち越し3ラン本塁打）
2012年
前田健太（広島東洋カープ　4月6日対DeNA戦　プロ野球6年振りのノーヒットノーラン達成）
2013年
菅野智之（読売ジャイアンツ　4月13日対ヤクルト戦　好守備でピンチを切り抜ける）
2014年
山本昌（中日ドラゴンズ　9月5日対阪神戦　64年ぶりに更新した49歳での最年長勝利）
稲葉篤紀（北海道日本ハムファイターズ　9月30日西武戦　引退宣言後に放った代打逆転本塁打）